# Luise Adelgunde Victorie Gottsched
Luise Adelgunde Victorie Gottsched, geb. Kulmus (* 11. April 1713 in Danzig; † 26. Juni 1762 in Leipzig), war eine deutsche Schriftstellerin im frühen Zeitalter der Aufklärung. Zunächst als Mitarbeiterin ihres Mannes Johann Christoph Gottsched und zunehmend eigenständig schrieb sie Komödien, eine Tragödie sowie Zeitungsartikel und übersetzte bzw. bearbeitete zeitgenössische literarische und wissenschaftliche Werke. Luise F. Pusch nennt sie „eine der bedeutendsten deutschsprachigen Schriftstellerinnen des 18. Jahrhunderts.“

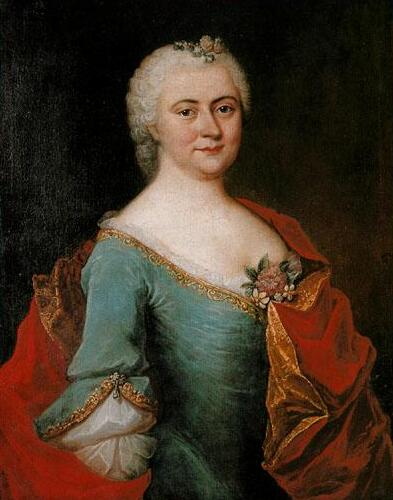
Luise Adelgunde Victorie Gottsched, Ölbild von
Elias Gottlob Haußmann (um 1750)

## Leben und Leistungen
Luise Adelgunde Victorie Kulmus wurde am 11. April 1713 in Danzig als Tochter des Arztes Johann Georg Kulmus und seiner Ehefrau Katharina Dorothea, geb. Schwenk, geboren. Ihr Onkel war der Anatom Johann Adam Kulmus (1689–1745). Das sprachlich und musisch sehr begabte Kind erhielt frühzeitig Unterricht in Französisch, Englisch und Griechisch sowie im Klavier- und Lautenspiel. Luise komponierte kleine Stücke und schrieb Gedichte. Im Alter von 16 Jahren lernte sie Johann Christoph Gottsched kennen, welcher ihr vorschlug ihre Gedichte zu veröffentlichen. Dies scheitert jedoch am Einspruch ihrer Eltern. Ein paar Jahre später, nach dem Tod ihres Vaters, verlobt sie sich mit Gottsched, welchen sie zuvor bereits einmal abgewiesen hatte. Sie heiratete ihn sechs Jahre später, nachdem auch ihre Mutter verstarb, und zog mit ihm nach Leipzig, nachdem er dort eine Stelle als ordentlicher Professor für Logik und Metaphysik erhalten hatte. Die Ehe der beiden blieb kinderlos.

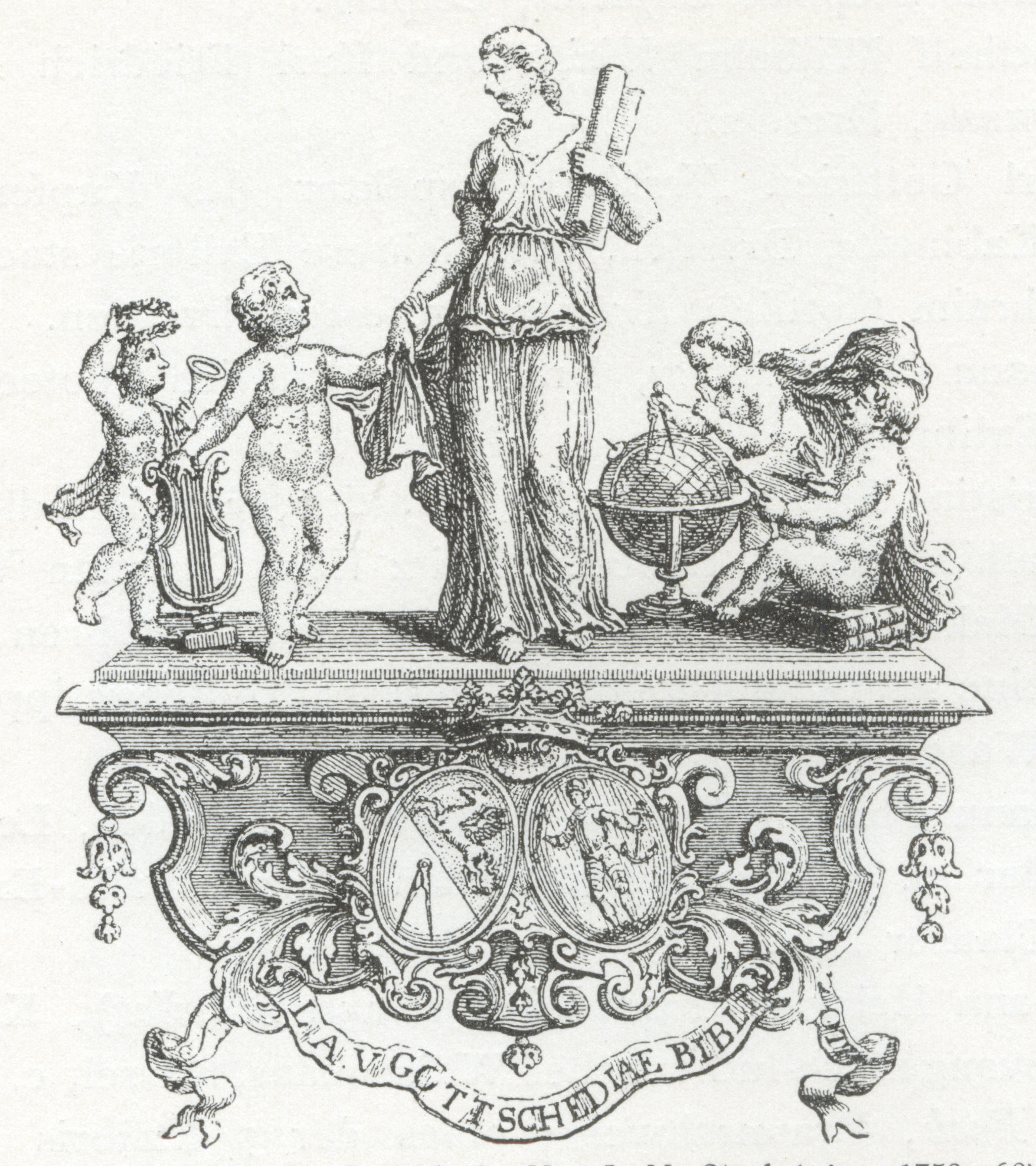
Exlibris von Luise Adelgunde Victorie Gottsched, gestaltet von Johann Michael Stock

In Leipzig förderte ihr Mann ihre weitere Ausbildung, auch wenn sie selbst sich zunächst gegen die „weibliche Gelehrsamkeit“ wendet. Sie hörte seine Vorlesungen über Philosophie, Rhetorik, Poetik, Stilistik und nahm Anteil an seinen großen Projekten: die verbindliche deutsche Hochsprache und die Bühnenreform nach französischem Muster. Sie lernte in kurzer Zeit Latein und erhielt von einem Bach-Schüler Musikunterricht. Als seine Sekretärin und Assistentin arbeitete sie ihrem Mann zu und übernahm zunehmend größere Aufgaben. Gottsched hatte zu dieser Zeit, zusammen mit Christian Wolff, als Repräsentant der Aufklärung großen Einfluss auf die wissenschaftliche und literarische Szene, war Herausgeber verschiedener Zeitschriften und gut vernetzt im Druckerei- und Verlagswesen. Die „Gottschedin“ bzw. „die geschickte Freundin“, wie sie in den Vorbemerkungen ihres Gatten zu ihren Veröffentlichungen genannt wurde, stand anfangs in seinem Schatten, konnte sich durch die Publikationen aber auch profilieren und es wurde immer mehr offenbar, welchen Anteil sie an den Arbeiten ihres Ehemanns hatte: Sie führte die Korrespondenz, baute die Bibliothek auf, schrieb Schriftstücke ab und beteiligte sich an Übersetzungen von Büchern und Zeitschriften aus verschiedenen europäischen Sprachen. Zu seinen Werken wie Sprachkunst, Kritische Historie der deutschen Sprache oder die sechs Bände der Deutschen Schaubühne führte sie eigenständige Voruntersuchungen durch oder schrieb Beiträge dazu. Von den 635 Artikeln zu dem umfangreichen vierteiligen Werk Herrn Peter Baylens ... Historisches und Critisches Wörterbuch, nach der neuesten Auflage von 1740 ins Deutsche übersetzt, das im Zeitraum von 1741 bis 1744 erschien, stammen 330 von ihr.
Aber erst durch eigene Veröffentlichung von Dramen und Übersetzungen wissenschaftlicher Werke wurde sie zu einer angesehenen Person des literarischen Lebens und fand in der Zeit der Empfindsamkeit, als Gottscheds Autorität nachließ, mehr öffentliche Beachtung mit Widmungen, Ehrungen und Auszeichnungen als ihr Mann. Diese Resonanz beruht vor allem auf einer Reihe von zu ihrer Lebenszeit viel gespielten und z. T. zunächst anonym veröffentlichten Komödien (sog. „sächsische Typenkomödie“) und Tragödien (z. B. Panthea). Ihr bekanntestes Stück, Die Pietisterey im Fischbein-Rocke, ist eine antipietistische Satire im Sinne der Aufklärung nach einer französischen Vorlage von Guillaume-Hyacinthe Bougeant, welches sie bereits mit 23 Jahren veröffentlichte. Die fachwissenschaftlich interessierten Leser würdigten ihre enzyklopädischen Publikationen, z. B. ihre Übersetzung der 10-bändigen Geschichte der königlichen Akademie der schönen Wissenschaften zu Paris mit Abhandlungen zu den freien Künsten, gelehrten Sprachen zu historischen Themen. Wenn man die literarische und wissenschaftliche Breite ihres Werkes betrachtet, erscheint das Lob der Kaiserin Maria Theresia 1747 bei einer Audienz in Wien, sie sei die gelehrteste Frau Deutschlands, zwar im Superlativ aus der Situation heraus erklärbar, aber in der Formulierung „eine der gelehrtesten…“ sicherlich zutreffend. Die meiste Zeit verbrachte die Gottschedin, die sich zunehmend von ihrem Mann emanzipierte und im Gegensatz zu ihm die Änderung des Zeitgeschmacks akzeptierte und Autoren der Empfindsamkeit wie Milton, Haller, Gellert und Klopstock positiv bewertete, am Schreibtisch oder in der Universitätsbibliothek in Leipzig, nur unterbrochen von wenigen Reisen z. B. nach Wien (1749), einer Tour, auf der sie von ihren Bewunderern gefeiert wurde, über Erfurt, Gotha und Kassel nach Hannover, über Braunschweig, Halberstadt, Dresden zurück nach Leipzig (1753), einem Besuch bei ihrer Freundin Dorothea Henriette von Runckel in Görlitz (1754). Die enge Freundschaft zu dieser begann im Mai 1752. Sie war es auch die einige der Werke Luises unter ihrem eigenen Namen veröffentlichte und ihr so dabei half aus dem Schatten ihres Mannes herauszutreten. Die Freundschaft zu Dorothea war Luise Gottsched sehr wichtig. Es ließe sich sogar vermuten, dass zwischen den beiden Frauen mehr als Freundschaft bestand, wenn man die Liebesgedichte und Eifersucht gegenüber anderen Frauen in Runckels Leben seitens Gottsched, berücksichtigt.
Das Grundproblem der Schriftstellerin war die geteilte Loyalität zwischen der Dogmatik des Gatten und eigenen Beurteilungen. Der eitle Gottsched forderte ihre uneingeschränkte Unterstützung im Kampf gegen die empfindsamen Dichter. Diese konnte sie ihm aber nur der Öffentlichkeit gegenüber geben. Intern stimmte sie seinen Kritikern zu, dass man wahre Dichtung nicht nach seinem Regelsystem schaffen könne. Gottscheds einseitige Vernunftorientierung und sein pädagogischer Impetus, den er starrsinnig vertrat, seine Ablehnung wilder, nicht regelgerechter Literatur, z. B. Shakespeares, störten sie zunehmend. Trotzdem verfasste sie einen satirischen offenen Brief an Lessing, weil dieser immer wieder ihren Mann verspottete. Eine späte Erfüllung fand sie in ihrer dreijährigen Arbeit an der Geschichte der lyrischen Dichtkunst der Deutschen, doch zur Zeit des Siebenjährigen Krieges und der Besetzung Leipzigs durch preußische Truppen fand sie wegen des finanziellen Risikos eines so speziellen Werkes keinen Verleger. Seit 1760 litt sie an einem Nervenfieber. Ihrer Freundin Dorothea deutete sie in den von dieser posthum veröffentlichten Briefen an, die tiefere Ursache ihrer Krankheit sei ihre ununterbrochene Arbeit, der Schmerz über ihre unglückliche Ehe und die Demütigungen durch die Affären ihres Mannes. Am 26. Juni 1762 starb sie nach mehreren Schlaganfällen und teilweiser Lähmung in Leipzig. Im folgenden Jahr veröffentlichte ihr Mann ihre „Sämtlichen kleineren Gedichte“ und heiratet alsbald eine Neunzehnjährige. Daraufhin schrieb er eine Biografie über seine verstorbene Frau.

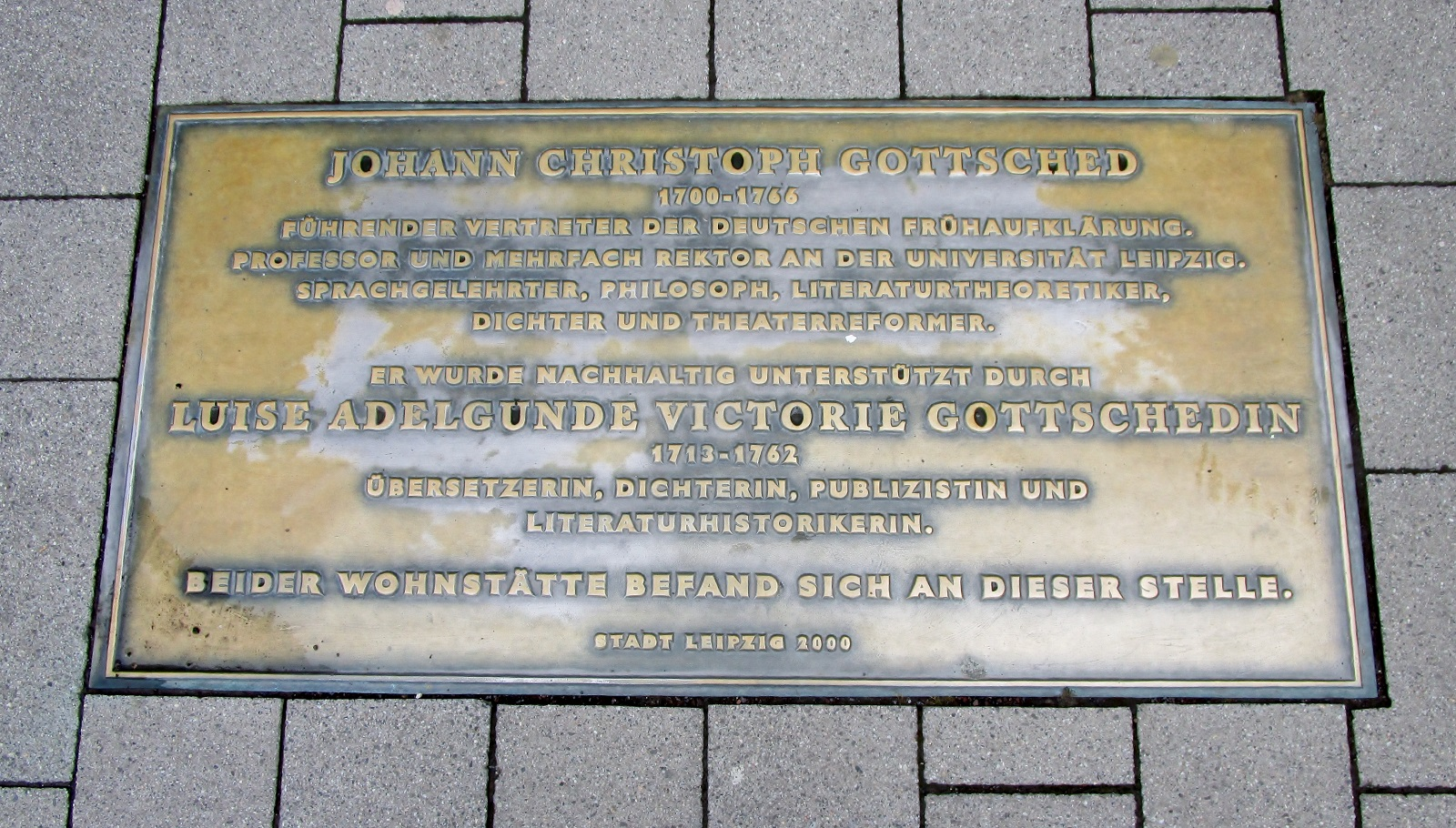
Erinnerungstafel am Ort des nicht mehr existenten Wohnhauses in Leipzig

Seit 2000 trägt der Adelgunde-Gottsched-Weg im Leipziger Ortsteil Engelsdorf den Namen der Schriftstellerin. Ebenfalls seit 2000 befindet sich auf dem Gehweg der Universitätsstraße in Leipzig eine Tafel, die an die „Gottschedin“ und ihren Mann erinnert.

## Werke

### Lyrik
- Erste Gedichte (ab 1725)
- Das glückliche Rußland (Ode, 1733)
- Der Frau L. A. V. Gottschedinn, geb. Kulmus, sämmtliche Kleinere Gedichte : nebst dem, von vielen vornehmen Standespersonen, Gönnern u. Freunden beyderley Geschlechtes, ihr gestifteten Ehrenmaale. hrsg. v. ihrem hinterbliebenen Ehegatten (Breitkopf Leipzig 1763)

### Dramen
- Die Pietisterey im Fischbein-Rocke nach der Vorlage La Femme docteur ou la théologie janseniste tombée en quenouille (1732) von Guillaume-Hyacinthe Bougeant (Erstdruck anonym: „Rostock, auf Kosten guter Freunde“, Bernhard und Christoph Breitkopf Leipzig 1736)
- Die ungleiche Heyrath (1743)
- Die Hausfranzösinn oder die Mammsell (1744)
- Der Witzling  (Die Deutsche Schaubühne nach den Regeln und Mustern der Alten, herausgegeben von Johann Christoph Gottsched, Bd. 6, Bernhard und Christoph Breitkopf Leipzig 1745)
- Das Testament (1745)
- Panthea. Ein Trauerspiel in fünf Aufzügen (1744 od. 1751) (Digitalisat in der UBE)
- Der beste Fürst. Ein Vorspiel, auf das hohe Geburtsfest Ihrer Königl. Hoheit, der Durchlauchtigsten Fürstinn und Frau, Frau Johannen Elisabethen, verwittibten Fürstinn zu Anhalt ... (1755)

### Briefe
- Briefe 1, herausgegeben von Dorothea Henriette von Runckel (Dresden 1771)
- Briefe 2, herausgegeben von Dorothea Henriette von Runckel (Kanter 1772)
- Briefe 3, herausgegeben von Dorothea Henriette von Runckel (Kanter 1776)

### Übersetzungen bzw. Bearbeitungen literarischer Werke
- Marie-Madeleine de La Fayette: Die Prinzessin von Clèves (1728, Manuskript später vernichtet)
- Philippe Néricault Destouches: Das Gespenst mit der Trummel, oder der wahrsagende Ehemann. Ein Lustspiel. Krauß, Wien 1740 (Digitalisat bei Google Books)
- Sieben Dramen für Gottscheds Die Deutsche Schaubühne (1741–1745), u. a Molière: Der Menschenfeind
- Alexander Pope: Herrn Alexander Popens Lockenraub, ein scherzhaftes Heldengedicht. Breitkopf, Leipzig 1744 (Digitalisat bei Google Books)
- Voltaire: Alzire oder Die Amerikaner. Ein Trauerspiel in fünf Aufzügen. Krausischer Buchladen Wien 1751 (Digitalisat bei Google Books)
- Pierre Carlet de Marivaux: Paysan parvenu oder Der glücklich gewordene Bauer
- Marie-Anne Barbier: Cornelia, die Mutter der Grachen, ein Trauerspiel. Krauss, Wien 1752 (Digitalisat bei Google Books)
- Françoise d’Issembourg d’Happoncourt de Grafigny: Cenie oder Die Großmuth im Unglücke. Ein moralisches Stück in fünf Aufzügen. Krausischer Buchladen, Wien 1753 (Digitalisat bei Google Books)
- Philippe Néricault Destouches: Der Poetische Dorfjunker. Ein Lustspiel in fünf Aufzügen. Mit einigen Veränderungen. Krauß, Wien 1761 (Digitalisat bei Google Books)

### Übersetzungen bzw. Bearbeitungen wissenschaftlicher Werke und eigene Zeitschriftenbeiträge
- Übersetzung der Betrachtungen über das Frauenzimmer von Madame de Lambert (1731)
- Übersetzung der Redensammlung Triumph der Weltweisheit, nach Art des französischen Sieges der Beredsamkeit der Frau Gomez nebst einem Anhange dreyer Reden von L. A, V. Gottsched, geb. Kulmus (Breitkopf Leipzig 1739)
- Mitarbeit an der Übersetzung der moralischen Wochenschrift „The Spectator“ von Joseph Addison und Richard Steele (1739–1743)
- Satire: Horatij Als eines Wohlerfahrn schiffers, treumeynender Zuruff an alle Wolfianer, in einer Rede  über die Worte des XIV. Ode des Iten Buchs betrachtet, Wobey zugleich die Neuere Wolfische Philosophie gründlich widerlegt wird. (1740)
- Übersetzung: Zwo Schriften, welche von der Frau Marquis von Chatelet, gebohrner Baronessin von Breteuil, und dem Herrn von Mairan, beständigen Sekretär bey der französischen Akademie der Wissenschaften, Das Maaß der lebendigen Kräfte betreffend, gewechselt worden. von Gabrielle Emilie Le Tonnelier de Breteuil Du Châtelet (Breitkopf Leipzig 1741)
- Mitarbeit an der Übersetzung von Pierre Bayles Historisches und critisches Wörterbuch (1741–1744)
- Übersetzung von Fontenelles Lobschrift auf den Freiherrn von Leibnitz als Einleitung zu Gottscheds Übersetzung der Theodicee von Leibniz:  Herrn Gottfried Wilhelms, Freyherrn von Leibnitz, Theodicee, das ist, Versuch von der Güte Gottes, Freyheit des Menschen, und vom Ursprunge des Bösen (Förster Hannover und Leipzig 1744)
- Rezensionen und Beiträge zu Gottscheds Zeitschrift Neuer Büchersaal der schönen Wissenschaften und freyen Künste (1745–1750)
- Übersetzung: Die zerschmetterten Freymäurer oder Fortsetzung des verrathenen Ordens der Freymäurer von Abbé Larudan (Néaulme & de Bourdeaux Berlin und Leipzig 1747)
- Aufsätze zur dritten Auflage von Gottscheds moralischer Wochenschrift Die Vernünftigen Tadlerinnen, u. a. Ueber die Gelehrsamkeit des Frauenzimmers und Ueber Arbeit und Müßiggang (1748)
- Übersetzung: Neue Sammlung auserlesener Stücke aus Pogens, Eachards, Newtons und andere Schriften (Leipzig 1749)
- Übersetzung: Geschichte der königlichen Akademie der schönen Wissenschaften zu Paris darinnen zugleich unzählige Abhandlungen aus allen freyen Künsten, gelehrten Sprachen, und Alterthümern, enthalten sind. 10 Teile (Johann Paul Krauß Leipzig 1750–1756)
- Mitarbeit an Gottscheds Zeitschrift Das Neueste aus der anmuthigen Gelehrsamkeit (1751–1762)
- Sammlung aller Streitschriften, die neulich über das vorgebliche Gesetz der Natur, von der kleinsten Kraft in den Wirkungen der Körper zwischen Maupertuis und Professor König von Pierre Louis Moreau de Maupertuis und Samuel König (1753)
- Übersetzung von Terrassons Philosophie nach ihrem Einflusse auf alle Gegenstände des Geistes und der Sitten (1756)
- Nachrichten, die zum Leben der Frau von Maintenon und des vorigen Jahrhunderts gehörig sind von Laurent Angliviel de von La Beaumelle, erster und zweiter Teil (Rüdiger Berlin 1761), dritter und vierter Teil (Rüdiger Berlin 1757), fünfter und sechster Teil (Rüdiger Berlin 1757)
- Übersetzung von Beausobres Gedanken über die Glückseligkeit, oder philosophische Betrachtungen über das Gute und Böse des menschlichen Lebens (1758)
- Satire: Briefe, die Einführung des Englischen Geschmacks in Schauspielen betreffend, wo zugleich auf den siebzehnten Brief, die neue Litteratur betreffend [von Gotthold Ephraim Lessing] geantwortet wird (1760)
- Mitarbeit an Gottscheds Handlexicon oder Kurzgefaßtes Wörterbuch der schönen Wissenschaften und freyen Künste (1760)
- Geschichte der lyrischen Dichtkunst der Deutschen (nicht publiziert)

## Neuere Ausgaben
- Lustspiele: Die Pietisterey im Fischbein-Rocke, Das Testament, Der Witzling, Jazzybee Verlag, Kindle Edition 2012
- Die Pietisterey im Fischbein-Rocke, Reclams Universal-Bibliothek Band 8579, Sondereinband 1986
- Die Pietisterey im Fischbein-Rocke oder Die Doctormäßige Frau, Zenodot Verlagsgesellschaft 2015
- Die Hausfranzösinn, oder die Mamsell. Ein deutsches Lustspiel in fünf Aufzügen, Theatertexte 23. Hrsg. von Nina Birkner. Wehrhahn Verlag, Hannover 2009, ISBN 978-3-86525-134-3.
- Der Witzling, Edition Holzinger 2013
- Sämmtliche kleinere Gedichte, Nabu Press 2012
- Das Testament. Ein deutsches Lustspiel in fünf Aufzügen, Sammlung Hofenberg 2015
- Sammlung Aller Streitschriften, Kessinger Publishing (Reprint) 2010
- Neue Sammlung Auserlesener Stucke, Aus Popens, Eachards, Newtons, Und Andrer Schriften, Kessinger Publishing (Reprint) 2010
- Der Zuschauer [The Spectator], Nabu Press 2012
- Briefe der Frau gebohrene Kulmus (1771-72), (Reprint) hansebooks 2017
- Mit der Feder in der Hand. Briefe aus den Jahren 1730 - 1762. Hrsg. von Inka Kording. WBG Darmstadt 2001, ISBN 3-534-13741-8 (Briefe an J. Chr. Gottsched, Dorothea Henriette (von) Runkel und andere. Mit Zeittafel, Register.)

## Varia
Der Deutsche Übersetzerfonds vergibt das Luise-Adelgunde-Victorie-Gottsched-Stipendium in Höhe von 3000 €. Es ist gedacht als Bildungsurlaub für professionelle Literaturübersetzer.